# École Militaire

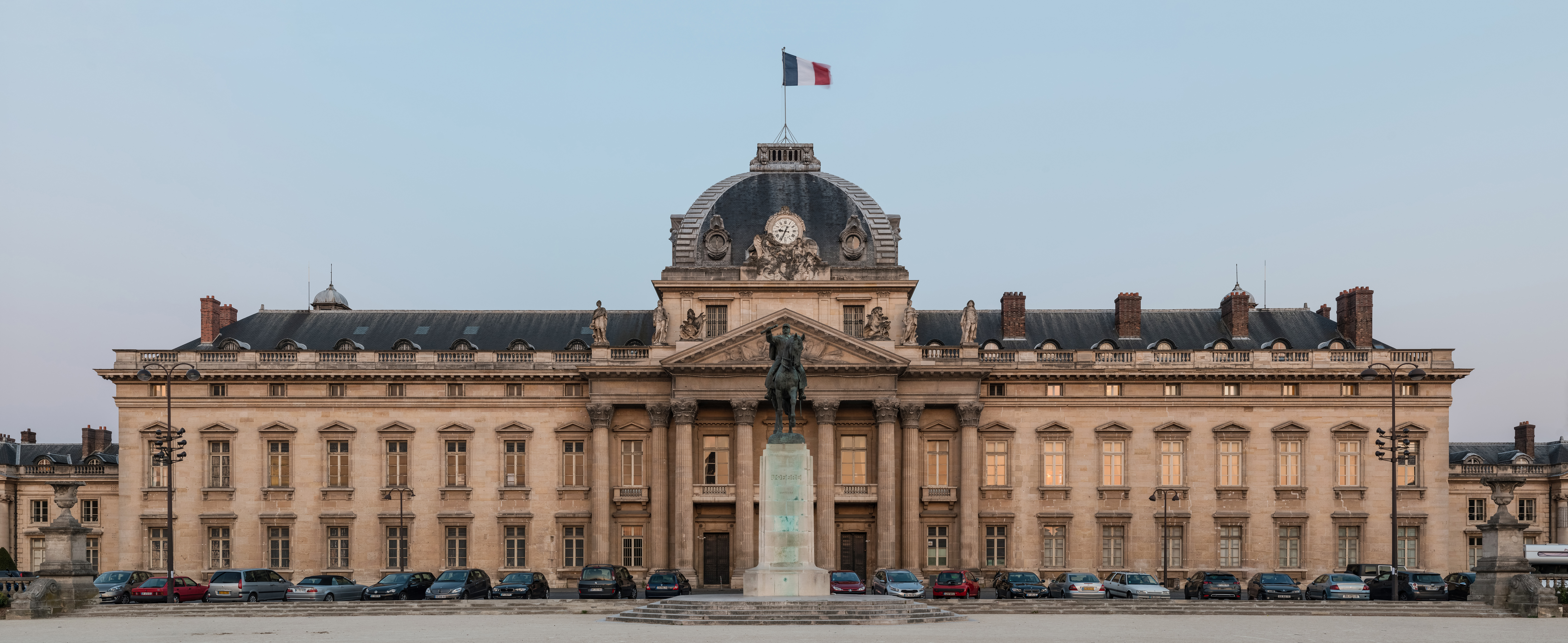
Fachada del costado norte.

La Escuela militar de Francia (del francés: École Militaire) es un conjunto de edificaciones en las que se imparten estudios militares. Situado en París, en el distrito VII, cierra, por el sureste, el Campo de Marte.

## Historia
Construida durante el reinado de Luis XV, fue diseñada por el arquitecto Ange-Jacques Gabriel.
En 1748 terminó la Guerra de Sucesión Austriaca. Francia salió victoriosa pero se puso de manifiesto, durante los combates, la falta de preparación de la que adolecía el ejército real. El Mariscal de Saxe, que había combatido al lado de los franceses, propone a Luis XV la fundación de una escuela militar real. Apoyaron esta petición Madame de Pompadour, amante y consejera del rey, y el financiero Paris-Duverney, convenciendo al rey para crear una institución destinada a la formación de quinientos jóvenes pertenecientes a la nobleza.
Deseoso el rey de dejar un testimonio del esplendor de su reino, encarga a su primer arquitecto, Gabriel, el diseño de un edificio más vasto y más grandioso que el hotel de Les Invalides construido por Luis XIV. El 24 de junio de 1751 Gabriel presenta su «Gran Proyecto». La superficie prevista es inmensa, las fachadas magníficas, y la serie de detalles especificados, dan cuenta de la exacta interpretación que de los deseos del rey había hecho éste. Estaba previsto construir una planta baja abovedada, contar con agua corriente gracias a un sistema de cazos canalizados, y erigir, en el centro del edificio, una gran iglesia, mayor que la de Les Invalides, con una columnata como la de San Pedro de Roma.
El 13 de diciembre de 1751 se empieza la construcción de la escuela. Pero las arcas del Estado están vacías tras las guerras de Luis XIV, apenas pueden reunirse los fondos necesarios. El trabajo es tan lento que, en 1754, sólo se han construido algunos edificios para el servicio. Por tanto, y para no comprometer la inauguración de la escuela, se decide admitir un número reducido de alumnos, convirtiendo esos edificios en dormitorios y aulas. En 1756 la institución abre sus puertas e ingresan 200 cadetes.

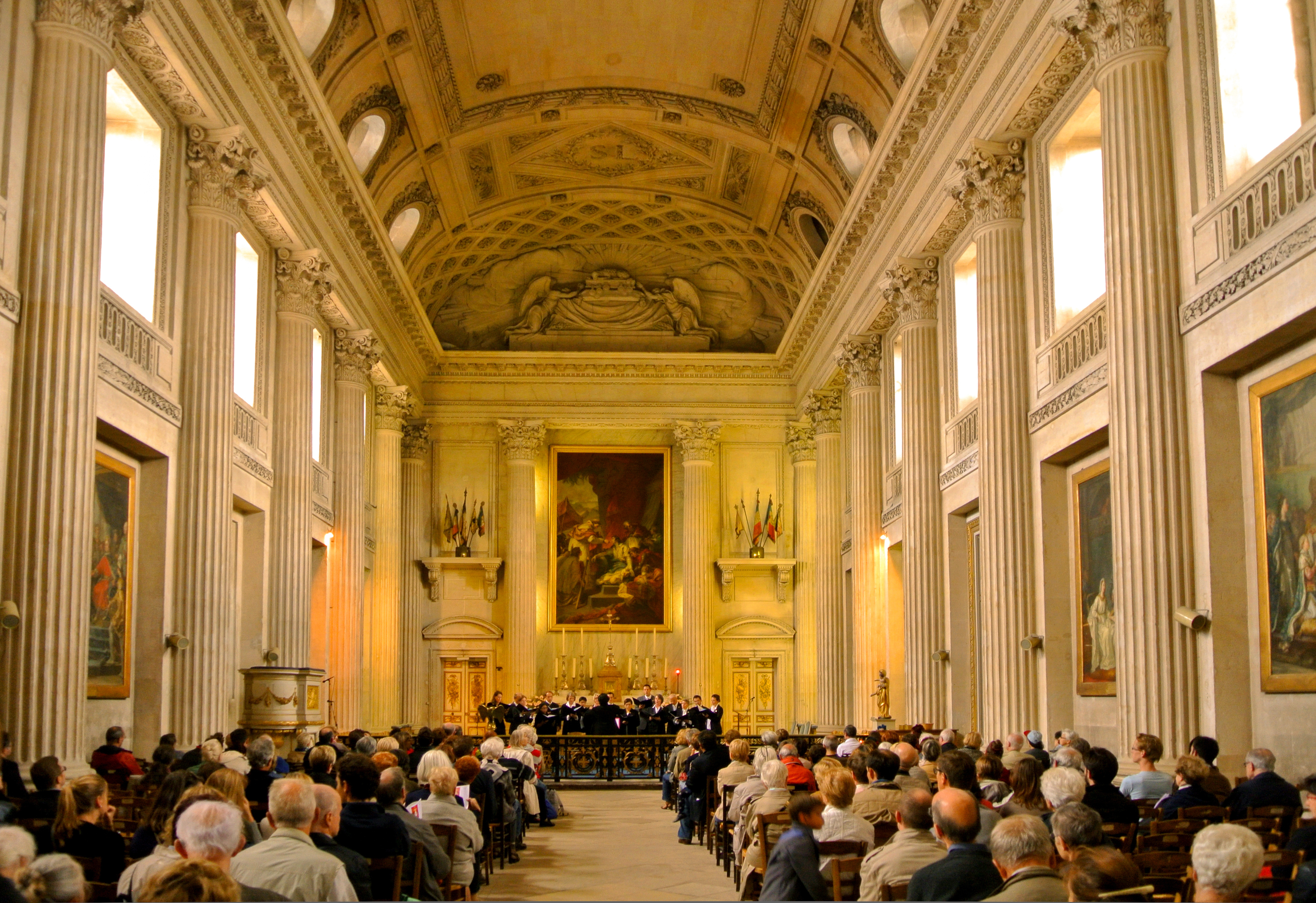
Capilla St Louis

Aunque se sigue trabajando en la construcción de la escuela, la situación financiera es cada vez más preocupante. Madame de Pompadour y Paris-Duverney no pueden financiar por sí solos toda la obra y, finalmente, el rey decide, en 1760, que la institución servirá para la Escuela militar y el Colegio Real de la Flèche. El «Gran Proyecto» de Gabriel se viene abajo.
De todas maneras, y dada la magnífica perspectiva de la escuela en el Campo de Marte merece la pena acabarse con una hermosa fachada y, aunque reducida y eliminados diversos detalles del «Gran Proyecto», la fachada del edificio principal es espléndida tal y como puede contemplarse hoy. El 5 de julio de 1768 el rey pone la primera piedra de la capilla y la obra queda concluida en 1780.
La institución funciona tras veinte años de construcción y en ella se forman numerosos cadetes. El más célebre entre ellos Napoleón Bonaparte. Ingresa en la escuela militar en 1784 y sale de la misma en octubre de 1785, después de haber recibido la Confirmación en la capilla de la escuela.
El Colegio Real Militar no sobrevive a la muerte de su fundador. Siete años después de su apertura, el 19 de octubre de 1787, la Escuela militar cierra sus puertas y los enseres se intentan trasladar al hotel Dieu. Afortunadamente el desmantelamiento de la misma no se produjo. Los edificios son abandonados y utilizados después por los revolucionarios. Sirve como depósito, y acuartelamiento de la Guardia imperial. A medida de sus necesidades el edificio primigenio se fue ampliando hasta adquirir el aspecto que presenta hoy día.
A finales del siglo XIX la Escuela militar vuelve a su primitivo cometido: la enseñanza. En 1878 se instala la escuela superior de guerra. En 1911 se dedica a la preparación de los altos militares; y, hasta hoy, ha seguido formando a los oficiales.

## La Escuela Militar hoy
La Escuela Militar reagrupa, actualmente, un conjunto de organismos de enseñanza militar superior: el instituto de los altos estudios de la defensa nacional (IHEDN), el centro de altos estudios militares (CHEM), el Centro de altos estudios del armamento (CHEAr), el colegio interarmado de defensa (CID) y los centros de enseñanza superior de las tres armas y la gendarmería; la escuela superior de los oficiales de reserva especialistas del estado mayor (ESORSEM).
Asimismo alberga numerosos servicios de la administración central del Ministerio de Defensa, principalmente la Delegación información y Comunicación de la Defensa (DICOD), y el primer regimiento de Train, encargado del sostenimiento logístico de la escuela.
Desde 1924 en la Escuela Militar se encuentra, también, el domicilio privado del Jefe del Estado Mayor de los Ejércitos Franceses (CEMA) así como los salones de recepción.